# Curtis Tomasevicz
Curtis Tomasevicz (* 17. September 1980 in Shelby) ist ein ehemaliger US-amerikanischer Bobsportler.

## Werdegang

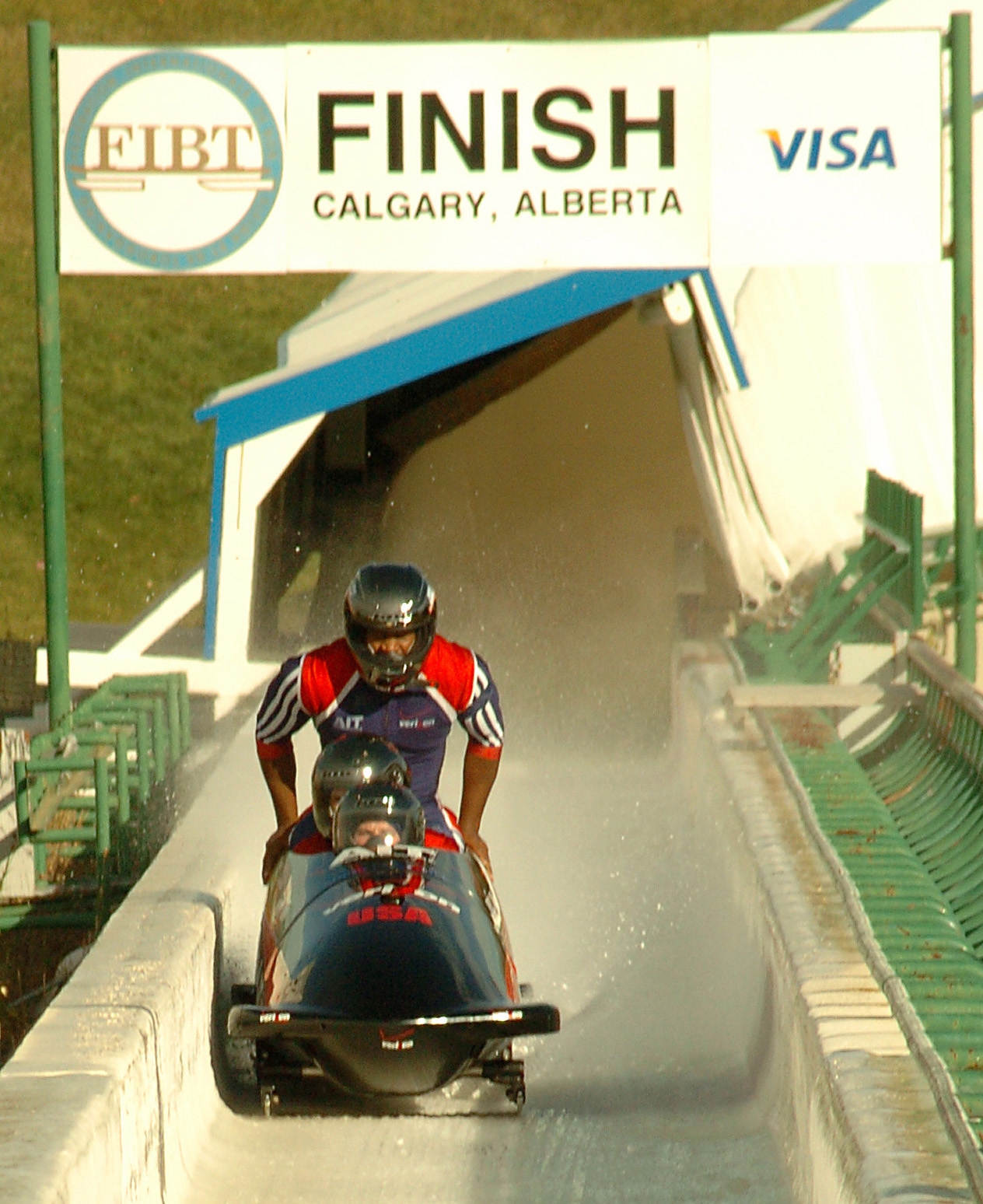
Steven Holcomb mit Ivan Radcliff, Brock Kreitzburg und Curt Tomasevicz während der US-Ausscheidungsrennen 2005 im Viererbob auf der Bahn in Calgary

Curtis Tomasevicz gehört als Anschieber zum Bobteam von Steven Holcomb und startet zeitweise auch mit Mike Kohn. Er wird sowohl im Viererbob als auch im Zweierbob eingesetzt.
Seinen ersten internationalen Auftritt hatte Tomasevicz im Bob-Weltcup 2004/2005. Bereits im vierten Rennen im österreichischen Igls verpasste er im Viererbob mit dem vierten Platz das Podium nur knapp. In Cesana erreichte er erneut eine Platzierung unter den besten zehn. In der Bob-Weltcup 2005/2006 verpasste er in allen Rennen die Podiumsplatzierungen, blieb aber immer in Platzierungen um die besten zehn. Beste Platzierung war ein sechster Platz in Lake Placid.
Bei den Olympischen Spielen 2006 von Turin trat er mit Holcomb im Viererbob an und wurde Sechster. Bei der Bob-Weltmeisterschaft 2007 in St. Moritz startete er mit Kohn im Zweier- (15.) und Viererbob (16.) sowie im erstmals durchgeführten Teamwettbewerb, wo er mit dem US-Team Silber hinter der deutschen Mannschaft gewann. In Cesana Pariol gewann er im Februar 2007 im Zweierbob erstmals ein Weltcuprennen.
Zur Weltcup-Saison 2007/08 konnte er bereits im ersten Rennen in Calgary gemeinsam mit Holcomb im Zweierbob hinter den deutschen André Lange und Kevin Kuske den zweiten Platz erreichen. Im folgenden Weltcup in Park City gewann er mit Holcomb. Auch in Lake Placid gelang den beiden mit den dritten Platz erneut die Fahrt aufs Podium. Am Ende der Saison stand er mit Holcomb gemeinsam auf dem vierten Platz der Gesamtwertung.
Bei der Bob-Weltmeisterschaft 2008 in Altenberg gewann er mit der US-Mannschaft im Mixed-Wettbewerb die Bronzemedaille. Diesen Erfolg wiederholte die Mannschaft im Jahr drauf bei der Bob-Weltmeisterschaft 2009 in Lake Placid. Zudem gewann er dort mit dem Viererbob seinen ersten Weltmeistertitel in dieser Disziplin. Im Zweierbob holte er Bronze.

### Olympische Winterspiele 2010
Am 15. Januar 2010 gab der US-Verband bekannt, bei den Olympischen Winterspielen 2010 in Vancouver mit einem Zweier- und einem Viererbob zu starten. Mit dem Viererbob gewann er die Goldmedaille. Die folgende Weltcup-Saison 2010/2011 begann Tomasevicz mit einem Sieg auf der Olympiabahn in Whistler im Viererbob. Auch in Lake Placid konnte er gewinnen. Jedoch musste er sich in allen anderen Wettbewerben stärkeren Teams geschlagen geben. Beste Platzierungen waren noch zwei dritte Plätze in Königssee und Igls.
In die Saison 2011/12 startete er mit dem Team um Steven Holcomb erneut mit eher enttäuschenden Ergebnissen, weshalb Tomasevicz zum Ende der Saison im Bob-Europacup startete und dort im Viererbob-Wettbewerb in Igls gewann.
Bei der Bob-Weltmeisterschaft 2012 in Lake Placid gewann er im Team von Steven Holcomb den Weltmeistertitel im Viererbob. Im Bob-Weltcup 2012/2013 gelang ihm Park City  im Zweierbob der Sieg, nachdem er im Viererbob bereits zweiter wurde. Auch in Lake Placid stand er mit dem Viererbob-Team erneut auf dem zweiten Platz.
Zur Bob-Weltmeisterschaft 2013 in St. Moritz musste sich das Team geschlagen geben und wurde am Ende nur Dritter. In der Team-Staffel gewannen die US-Amerikaner die Goldmedaille.

### Privates
Tomasevicz studierte an der University of Nebraska-Lincoln und machte dort erst seinen Bachelor und dann seinen Master of Science in Elektrotechnik. Zwischen 2000 und 2003 spielte er für die University of Nebraska Cornhuskers, das American Football Team seiner Universität.

## Auszeichnungen
- USOC Athlete of the Year (USA): 2009, 2010